# Draco blanfordii
Летючий дракон Бленфорда (лат. Draco blanfordii) — вид плазунів, найбільший представник роду летючих драконів з родини Агамових.

## Опис
Загальна довжина сягає 40 см. Голова невелика, морда звужена, ніздрі спрямовані вгору, суворо вертикально. Тулуб стрункий, який вкрито дрібною лускою, є окремі горбики. Спинна луска рівна, гладенька або дуже слабко кілевате. Кінцівки дуже довгі. Хвіст довгий, широкий біля основи, поступово зменшується по всій довжині й закінчується у вістрі. З боків шиї є пласкі шкіряні вирости.
Колір спини сіро-коричневий з дрібними темними плямами. По спині та хвості тягнеться широка чорна смуга. Нижня сторона складок лилово-жовтого забарвлення. Горлова торба червона, жовта. Є широкі шкіряні складки з боків, які підтримуються 5—7 сильно подовженими несправжніми ребрами, утворюючи своєрідний планер.

## Спосіб життя
Полюбляє тропічні, вологі ліси, хащі. Більшу частину життя проводить на деревах. Здатен «літати» з дерева на дерево. Ховається у дуплах, серед гілля, збирається по деревах досить високо. Харчується комахами та іншими безхребетними.
Це яйцекладна ящірка. Самиця відкладає до 5 яєць.

## Розповсюдження
Мешкає у Бангладеш, Індії, Малайзії, М'янмі, В'єтнамі, Таїланді, південному Китаї.